# Nap-Kör Mentálhigiénés Alapítvány
A Nap-Kör Mentálhigiénés Alapítvány (röviden: Nap-Kör) a SOTE-SE Pszichiátriai és Pszichoterápiás Klinika Pszichoterápiás Ambulanciájának szakmai utódja, pszichoterápiás képzőhely.

Az alapítvány székhelye: 1082 Budapest, Nap utca 25.

Az alapítvány szakmai vezetője Dr. Ratkóczi Éva (pszichiáter, pszichoterapeuta)

## Tevékenységek
- pszichológiai-, pszichiátriai vizsgálat, tanácsadás, szakvélemény;
- lelki zavarok, pl. depresszió, szorongás, fóbiák, kényszerek, pánik, evészavarok, pszichoszomatikus tünetek, személyiségzavarok, függőségek, stresszhelyzetek, lelki válságok, életvezetési-, kapcsolati problémák, diszlexiás és egyéb tanulási teljesítményzavarok kezelése;
- személyiségfejlesztő, készségfejlesztő tréningek (relaxációs-, meditációs-, önismereti-, stresszkezelő-, kapcsolati hatékonyságfejlesztő-, testsúlycsökkentő stb.)
- oktatás, képzés, szupervízió, intézményi tanácsadás